# Jervoise Athelstane Baines
Jervoise Athelstane Baines (né le 17 octobre 1847 dans le village de Bluntisham, ancien comté de Huntingdonshire - 26 novembre 1925 à Kidlington) est un haut fonctionnaire de l'Empire britannique. En tant qu'administrateur de l'Indian Civil Service durant la période du Raj Britannique, il a supervisé les premiers recensements des Indes. Spécialiste de l'économie et de la population indienne, il s'est essentiellement consacré aux statistiques démographiques.

## Années de jeunesse
Baines était le fils d'Edward Baines, vicaire de Yalding dans le Kent, et de Catherine Eularia Baines. Il fut interne de Rugby School et étudiant de Trinity College (Cambridge). En 1868, il réussit le concours de recrutement de l'Indian Civil Service, fut deux ans stagiaire puis affecté à la Présidence de Bombay,.

## Les Indes
Baines arriva en Inde en 1870, au beau milieu du grand recensement entrepris dans cette colonie, véritable défi pour l'administration du Raj, et qui allait prendre cinq années. En 1881, Baines fut nommé directeur délégué au recensement de la Présidence ; il se distingua au point qu'il fut nommé commissaire du recensement du Indes de 1891. Baines se consacra corps et âme à l'organisation du recensement, à l'analyse des statistiques et à la rédaction des rapports qui, selon l'éloge funèbre publié dans la revue Nature furent « universellement salués comme l’œuvre d'un brillant ethnographe et statisticien (...) il a non seulement mis son sens de l’organisation, mais aussi sa sensibilité au service de la présentation et de l’interprétation statistique, donnant aux chiffres une interprétation extraordinairement vivante  ». À l'occasion du recensement de 1891, Baines avait modifié les catégories démographiques en usage depuis la campagne de 1881. Selon la notice nécrologique du Journal of the Royal Statistical Society, il s'agissait « d'abord de distinguer caste et religion puis, deuxièmement, de distinguer les populations subsistant par une activité de celles qui exerçaient cette activité. » Ses travaux ont influencé ses successeurs H. H. Risley et Edward Gait.
Baines sera ensuite assistant-receveur du district, puis magistrat à Punevadi à partir de 1883. Il épouse Constance Pyne en 1874 : elle lui donnera un fils et une fille. Il parcourra les derniers échelons de sa carrière administrative en Inde jusqu'en 1895,.

## Fin de carrière et consécration
Au mois de janvier 1894, Baines est fait Compagnon de l'Ordre de l'Étoile d'Inde. Il avait contribué au Report on Moral and Material Progress de 1891 (ces rapports étaient établis tous les 10 ans). En 1895, il est nommé secrétaire-général de la Royal Opium Commission pour l'exercice 1894-1895, mais prend sa retraite à la fin de 1895,. De retour en Angleterre, il s'établit d'abord à Londres, se consacre à la vie politique locale et est élu conseiller municipal du London County Council entre 1898 et 1902. Il se retire à Kidlington (Oxford) en 1904, est anobli en 1905, et devient membre du conseil de Comté de l’Oxfordshire de 1917 à 1922, où il se consacre particulièrement à l'éducation.
Baines fut élu fellow de la Royal Statistical Society en 1881, devint membre de son conseil scientifique (1895) et présida cette académie en 1909 et 1910,. Cette société lui a décerné la Médaille Guy en or, en 1900. Baines fut aussi membre de la Royal Geographical Society (1896), membre honoraire de l’American Statistical Association et membre élu de l’International Statistical Institute (1897).

## Œuvres
Outre son essai Ethnography (castes and tribes), Baines a collaboré à l’édition 1911 de l’Encyclopædia Britannica (sous les initiales J.A.B.), et à de nombreux journaux, notamment pour les questions démographiques tel son article sur The Recent Trend of Population in England and Wales.